# Mistrzostwa Świata w Biegu na Orientację 2007

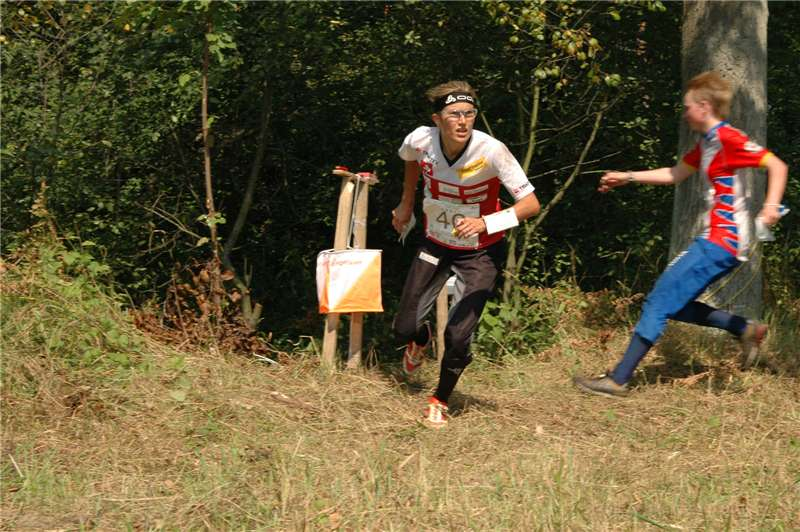
Odbiegająca od punktu kontrolnego Szwajcarka Simone Niggli-Luder oraz dobiegająca Norweżka Marianne Andersen.

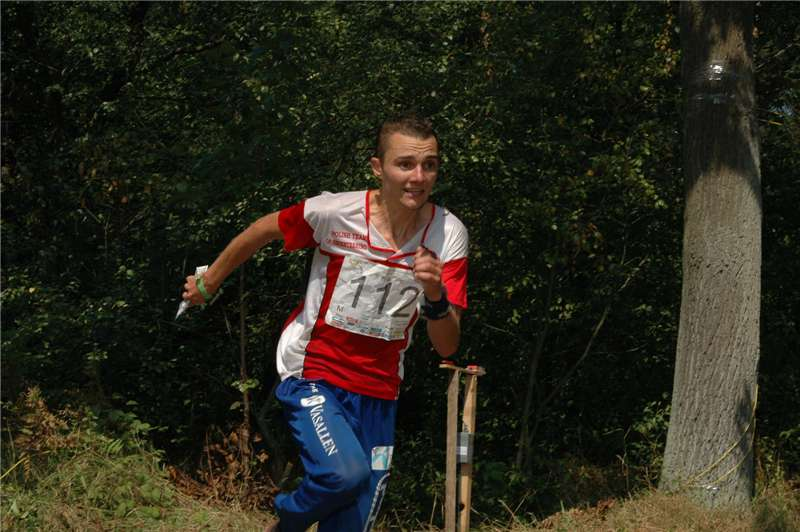
Odbiegający od punktu Polak Wojciech Kowalski.

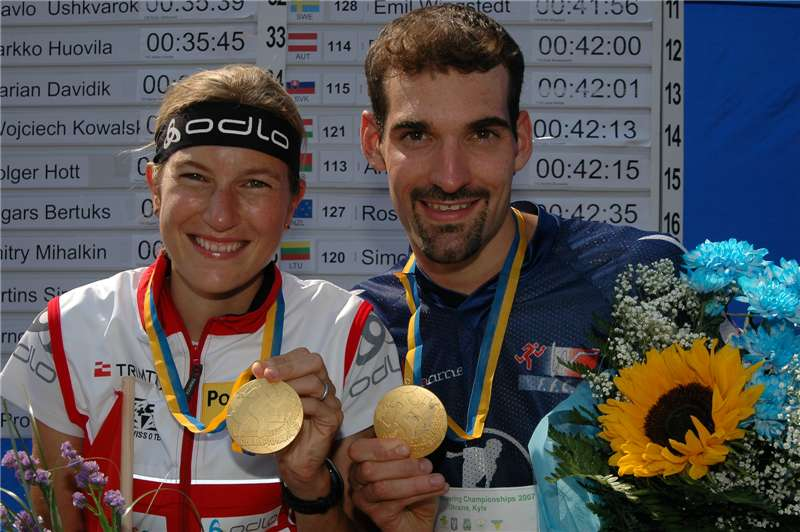
Zwycięzcy biegu na średnim dystansie: Szwajcarka Simone Niggli-Luder oraz Francuz Thierry Gueorgiou.

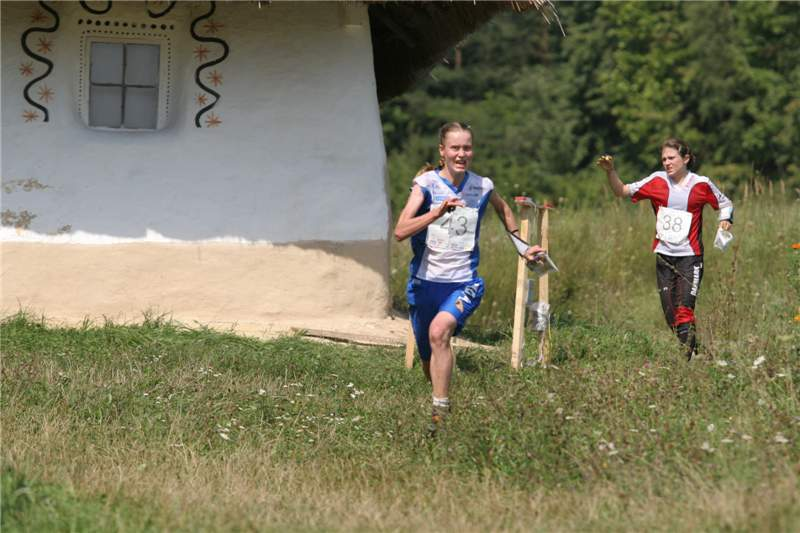
Odbiegająca od punktu Finka Heli Jukkola.

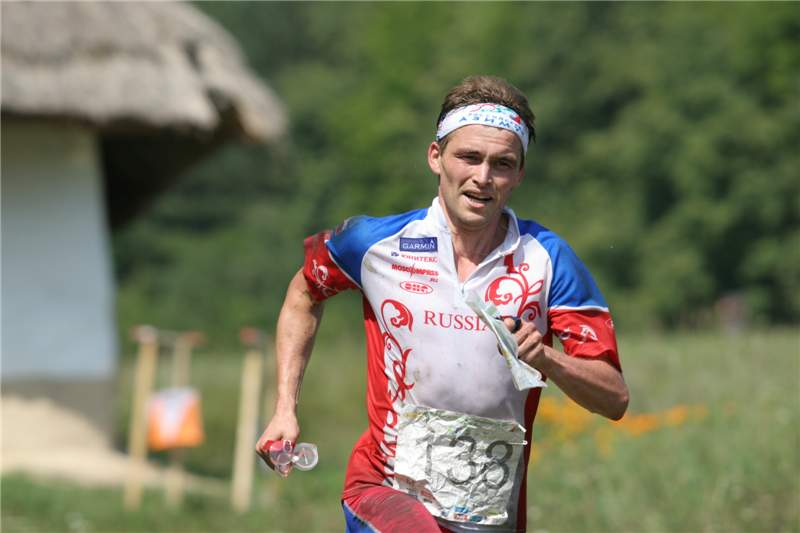
Rosjanin Andrey Khramov.

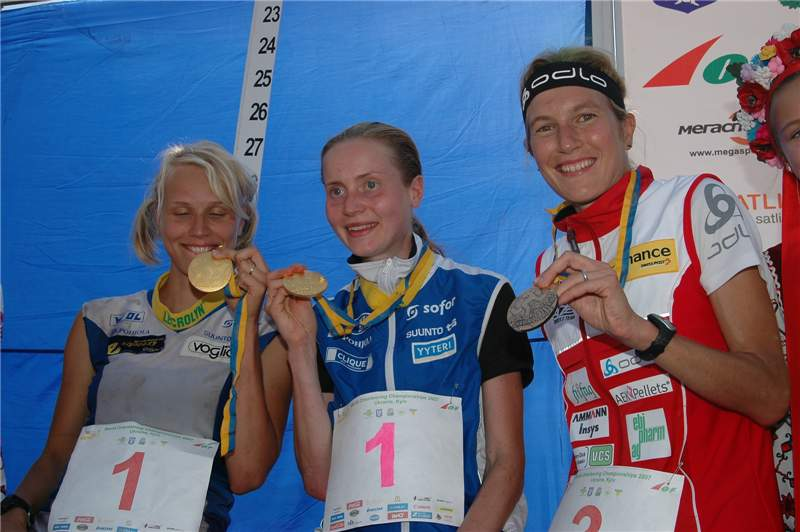
Zwyciężczynie biegu na dystansie długim (od lewej): Finki Minna Kauppi, Heli Jukkola oraz Szwajcarka Simone Niggli-Luder.

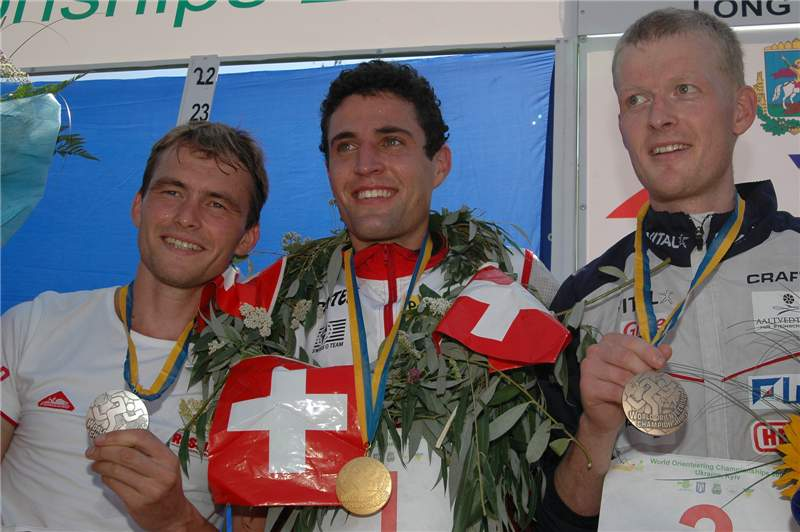
Zwycięzcy biegu na dystansie długim (od lewej): Rosjanin Andrey Khramov, Szwajcar Matthias Merz oraz Norweg Anders Nordberg.

XXIV Mistrzostwa Świata w Biegu na Orientację – rozgrywane były w dniach 18–26 sierpnia 2007 roku w Kijowie (Ukraina). W zawodach wzięły udział 42 reprezentacje.

## Program zawodów
| Dzień       | Konkurencja                   |
| ----------- | ----------------------------- |
| 18 sierpnia | kwalifikacje – sprint         |
| 19 sierpnia | kwalifikacje – długi dystans  |
| 20 sierpnia | kwalifikacje – średni dystans |
| 22 sierpnia | finał – średni dystans        |
| 23 sierpnia | finał – długi dystans         |
| 25 sierpnia | sztafety                      |
| 26 sierpnia | finał – sprint                |

## Wyniki

### Kobiety
| Średni dystans                                                      | Średni dystans | Średni dystans      | Średni dystans |
| ------------------------------------------------------------------- | -------------- | ------------------- | -------------- |
| Parametry trasy: 5,1 km, 14 punktów kontrolnych, 90 m przewyższenia |                |                     |                |
| Miejsce                                                             | Kraj           | Imię i nazwisko     | Czas           |
| 1                                                                   | Szwajcaria     | Simone Niggli-Luder | 32:13          |
| 2                                                                   | Finlandia      | Heli Jukkola        | 33:18          |
| 3                                                                   | Norwegia       | Marianne Andersen   | 34:14          |

| Długi dystans                                                         | Długi dystans | Długi dystans       | Długi dystans |
| --------------------------------------------------------------------- | ------------- | ------------------- | ------------- |
| Parametry trasy: 11,9 km, 23 punktów kontrolnych, 300 m przewyższenia |               |                     |               |
| Miejsce                                                               | Kraj          | Imię i nazwisko     | Czas          |
| 1                                                                     | Finlandia     | Heli Jukkola        | 1:20:17       |
| 1                                                                     | Finlandia     | Minna Kauppi        | 1:20:17       |
| 3                                                                     | Szwajcaria    | Simone Niggli-Luder | 1:21:48       |

| Sztafety                                                                        | Sztafety  | Sztafety                                                           | Sztafety |
| ------------------------------------------------------------------------------- | --------- | ------------------------------------------------------------------ | -------- |
| Parametry trasy: 5,4–6,1 km, 14-17 punktów kontrolnych, 140–150 m przewyższenia |           |                                                                    |          |
| Miejsce                                                                         | Kraj      | Imię i nazwisko                                                    | Czas     |
| 1                                                                               | Finlandia | Paula Haapakoski Heli Jukkola Minna Kauppi                         | 1:46:35  |
| 2                                                                               | Szwecja   | Annika Billstam Emma Engstrand Helena Jansson                      | 1:47:41  |
| 3                                                                               | Norwegia  | Ingunn Hultgreen Weltzien Marianne Andersen Anne Margrethe Hausken | 1:57:40  |

| Sprint                                                              | Sprint     | Sprint              | Sprint  |
| ------------------------------------------------------------------- | ---------- | ------------------- | ------- |
| Parametry trasy: 2,5 km, 14 punktów kontrolnych, 75 m przewyższenia |            |                     |         |
| Miejsce                                                             | Kraj       | Imię i nazwisko     | Czas    |
| 1                                                                   | Szwajcaria | Simone Niggli-Luder | 12:06,9 |
| 2                                                                   | Finlandia  | Minna Kauppi        | 12:26,6 |
| 3                                                                   | Szwecja    | Lena Eliasson       | 12:46,4 |

### Mężczyźni
| Średni dystans                                                       | Średni dystans | Średni dystans    | Średni dystans |
| -------------------------------------------------------------------- | -------------- | ----------------- | -------------- |
| Parametry trasy: 6,2 km, 17 punktów kontrolnych, 110 m przewyższenia |                |                   |                |
| Miejsce                                                              | Kraj           | Imię i nazwisko   | Czas           |
| 1                                                                    | Francja        | Thierry Gueorgiou | 32:21          |
| 2                                                                    | Finlandia      | Tero Föhr         | 34:22          |
| 3                                                                    | Rosja          | Valentin Novikov  | 34:30          |

| Długi dystans                                                         | Długi dystans | Długi dystans   | Długi dystans |
| --------------------------------------------------------------------- | ------------- | --------------- | ------------- |
| Parametry trasy: 18,2 km, 28 punktów kontrolnych, 550 m przewyższenia |               |                 |               |
| Miejsce                                                               | Kraj          | Imię i nazwisko | Czas          |
| 1                                                                     | Szwajcaria    | Matthias Merz   | 1:44:28       |
| 2                                                                     | Rosja         | Andrey Khramov  | 1:48:06       |
| 3                                                                     | Norwegia      | Anders Nordberg | 1:48:36       |

| Sztafety                                                                        | Sztafety  | Sztafety                                     | Sztafety |
| ------------------------------------------------------------------------------- | --------- | -------------------------------------------- | -------- |
| Parametry trasy: 6,5–8,6 km, 17-21 punktów kontrolnych, 110–175 m przewyższenia |           |                                              |          |
| Miejsce                                                                         | Kraj      | Imię i nazwisko                              | Czas     |
| 1                                                                               | Rosja     | Roman Efimow Andrei Chramow Walentin Nowikow | 2:10:26  |
| 2                                                                               | Szwecja   | Peter Öberg David Andersson Emil Wingstedt   | 2:11:08  |
| 3                                                                               | Finlandia | Mats Haldin Pasi Ikonen Tero Fohr            | 2:11:35  |

| Sprint                                                              | Sprint     | Sprint            | Sprint  |
| ------------------------------------------------------------------- | ---------- | ----------------- | ------- |
| Parametry trasy: 3,2 km, 14 punktów kontrolnych, 95 m przewyższenia |            |                   |         |
| Miejsce                                                             | Kraj       | Imię i nazwisko   | Czas    |
| 1                                                                   | Francja    | Thierry Gueorgiou | 14:44,0 |
| 2                                                                   | Szwajcaria | Matthias Merz     | 14:44,9 |
| 3                                                                   | Szwecja    | Martin Johansson  | 15:03,6 |

## Klasyfikacja medalowa
| Miejsce | Państwo    | Złote | Srebrne | Brązowe | Suma |
| ------- | ---------- | ----- | ------- | ------- | ---- |
| 1       | Finlandia  | 3     | 3       | 1       | 7    |
| 2       | Szwajcaria | 3     | 1       | 1       | 5    |
| 3       | Francja    | 2     | –       | –       | 2    |
| 4       | Rosja      | 1     | 1       | 1       | 3    |
| 5       | Szwecja    | –     | 2       | 2       | 4    |
| 6       | Norwegia   | –     | –       | 3       | 3    |